# 4216 Нойнкірхен
4216 Нойнкірхен (4216 Neunkirchen) — астероїд головного поясу, відкритий 14 січня 1988 року.
Тіссеранів параметр щодо Юпітера — 3,530.